# Estación Puerto Belgrano
Puerto Belgrano era una estación ferroviaria que se ubica en la ciudad del Puerto Belgrano, en el partido de Coronel Rosales, Provincia de Buenos Aires, Argentina.

## Historia
Su construcción finalizó en 1910 a cargo del Ferrocarril Rosario a Puerto Belgrano.